# American Journal of Physics
American Journal of Physics (förkortat AJP, tidigare namn American Physics Teacher) är en akademisk tidskrift med inriktning mot fysik. Den utges av American Association of Physics Teachers och American Institute of Physics. Den vänder sig till både lärare och studenter på högskolenivå.
Enligt tidskriftens uttalade målsättning publicerar tidskriften "artiklar som tillgodoser behoven och det intellektuella intresset hos lärare på college (högskola) och universitet". Artiklarna kan både ha ämnesmässigt och didaktiskt innehåll.